# Francisco Roxo
Francisco Daniel "Danny" Roxo (ur. 1933  – zm. 1976) -  portugalski dowódca ochotniczego oddziału walczącego z oddziałami FRELIMO w Mozambiku.
Francisko Roxo urodził się w północnej części Portugalii. Na początku lat 50. przeniósł się do Mozambiku, będącego w tym czasie portugalską kolonią.
W Mozambiku początkowo pracował przy budowie linii kolejowych, ale szybko stał się myśliwym i przewodnikiem, organizatorem polowań. Swoją działalność prowadził w północnym Mozambiku, w prowincji Niassa.
Na początku lat 60. uaktywniły się siły dążące do uniezależnienia Mozambiku od Portugalii i ogłoszenia niepodległości. Najczęściej były one związane z komunistycznym Frontem Wyzwolenia Mozambiku - FRELIMO. Kiedy działania oddziałów FRELIMO w Niasa nasiliły się Francisco Roxo zaproponował współpracę stacjonującym w tej prowincji oddziałom armii portugalskiej.
W drugiej połowie lat 60. Francisco Roxo dowodził 90-osobowym oddziałem antypartyzanckim. Oddział składał się z rdzennych mieszkańców Mozambiku (Roxo był w nim jedynym białym). Oddział Francisco Roxo zorganizował szereg zasadzek na oddziały FRELIMO.
Po rewolucji w Portugalii w roku 1974 Roxo wyjechał do Republiki Południowej Afryki i walczył tam w armii RPA przeciwko Kubańczykom i Angolijczykom. Otrzymał od rządu RPA medal HONORIS CRUX za odwagę i umiejętności. Zginął jesienią 1976 roku w zasadzce.
In Memory of three Special Forces and 32 Battalion Soldiers